# Албанська греко-католицька церква
Алба́нська гре́ко-католи́цька це́рква (алб. Kisha Katolike Greke Shqiptare; лат. Ecclesiae Graecae Catholico Albanica), яку іноді називають, посилаючись на її візантійський обряд, Алба́нською візанті́йською католи́цькою це́рквою (алб. Kisha Katolike Bizantine Shqiptare; лат. Byzantinum Ecclesia Catholico Albanica) — східно-католицька апостольська адміністрація sui iuris, яка знаходиться в повному євхаристійному спілкуванні з Латинською церквою, так і з 22 іншими східно-католицькими церквами, утворюючи разом Католицьку церкву. Її віряни проживають в Албанії і до неї входить Апостольська адміністрація Південної Албанії. Її не слід плутати з Італо-албанською католицькою церквою.

## Історія

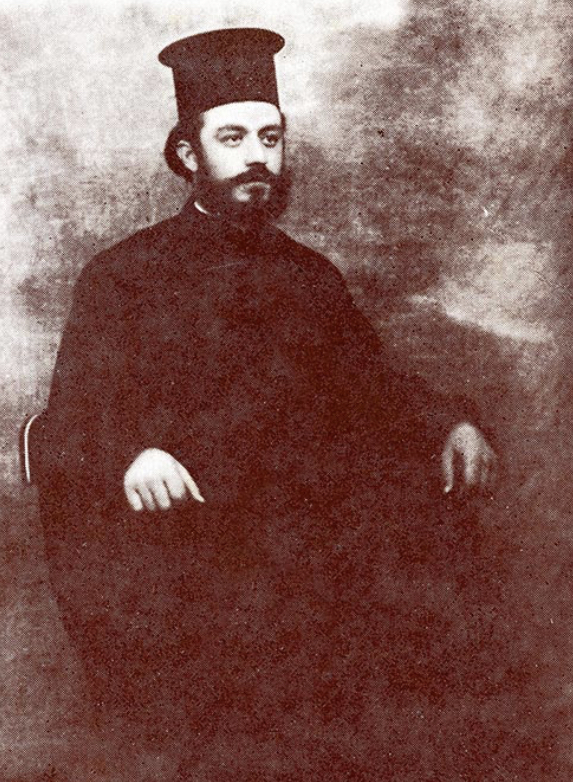
Блаженний Йосиф Папамігалі (1912 – 1948)

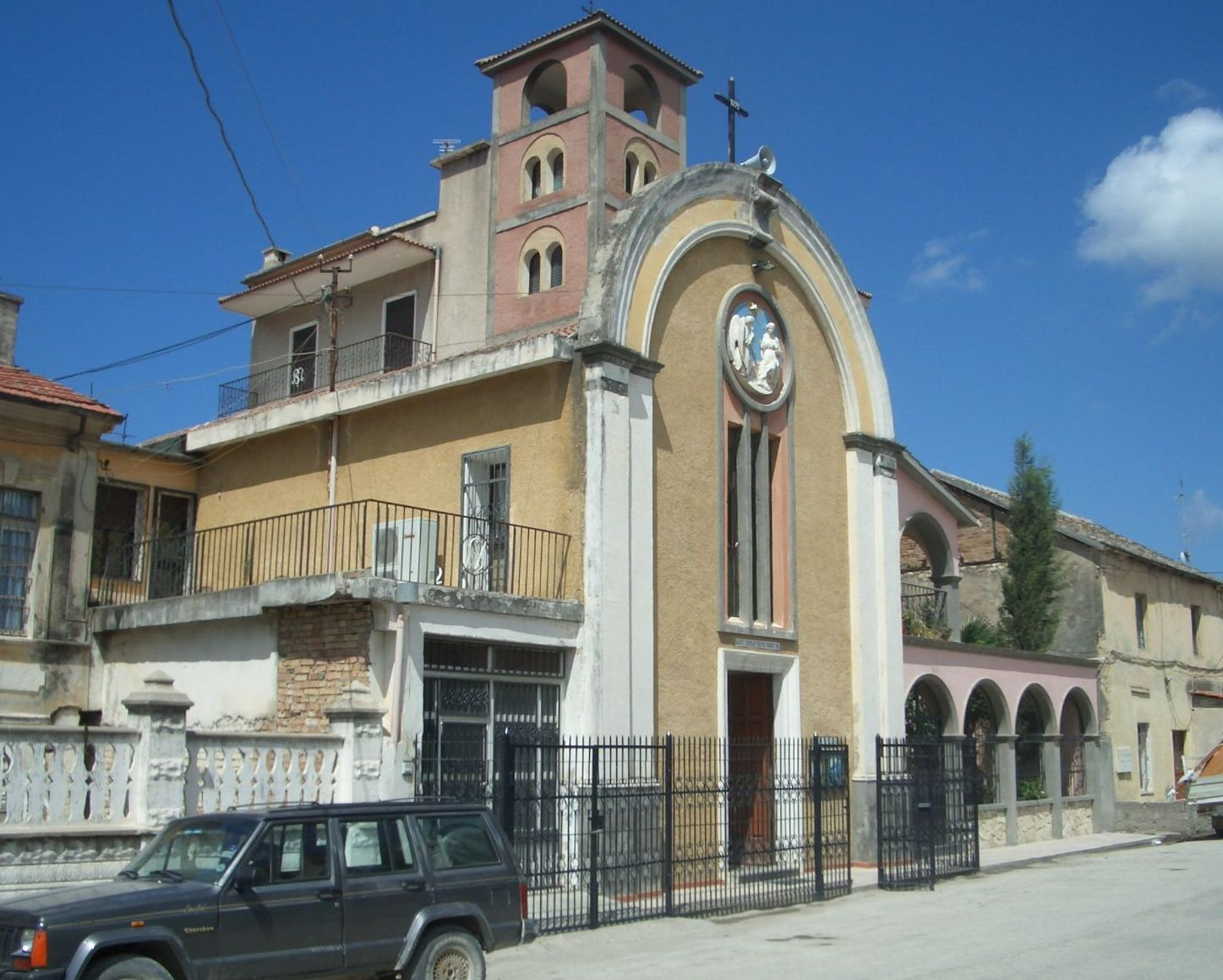
Католицька церква у місті Вльора

Християнізація Албанії історично здійснювалася як місіонерами зі Сходу, так і з Заходу (головним чином, на півночі країни). Перша громада албанців-католиків візантійського обряду була заснована у 1628 році. У 1765 році громада була ліквідована турецькою владою. Після османського завоювання XV століття близько двох третин населення прийняли іслам. У 1967 році керована комуністами Албанія була офіційно оголошена атеїстичною державою.
Хоча грецький літургійний обряд використовувався в багатьох церквах, Албанія була частиною Римського патріархату до 731 р., коли візантійський імператор Лев III, репресуючи за протидію Папи Григорія III політиці іконоборства імператора, приєднав всю Східну Ілліріка до Константинопольського патріархату.
Католики римського обряду давно існували на півночі країни. Католицька місія працювала на півдні між 1660 р., коли православний архиєпископ приєднався до католицької церкви, і до 1765 р., коли зусилля були припинені через перешкоди, поставлені османськими правителями. У 1895 році група сіл в Малі Шпаті, на південний схід від Елбасана в центральній Албанії, вирішили стати католиками і вимагала єпископа власного обряду — пропозиція, проти якої консульські представники Росії та Чорногорії висловили заперечення перед цивільною владою. Приблизно в той самий час виникла ще одна група греко-католиків, центром якої був архімандрит Георгій Германос, який був племінником православного митрополита в 1900 році, і завершив остаточний рух католицької єдности, сформованої в Елбасані. Кількість зросла лише незначною мірою, але достатньо для того, щоб південна Албанія стала в 1939 році окремою церковною юрисдикцією, опікуваною апостольським адміністратором. Однак менш ніж через сім років адміністратора було вислано, і зв'язок з візантійськими вірними, які опинились під суворим комуністичним правлінням, здавалося втраченим.
Лише в 1992 році вдалося призначити нового апостольського адміністратора. Спочатку посаду отримав дипломатичний представник Святого Престолу в Тирані, архиєпископ Іван Діас, який згодом став архиєпископом Мумбаї і кардиналом. Наступником архиєпископа Діаса на посаді апостольського адміністратора Південної Албанії, а не Нунція, є єпископ францисканського візантійського обряду, народжений хорватом Хіл Кабаші, призначений у 1996 році.
Апостольська адміністрація Південної Албанії нараховує 3200 католиків у дев'яти парафіях з 11 церквами, її обслуговують чотири єпархіальні та 10 релігійних священиків, 10 чоловіків та 97 релігійних жінок, які управляють 10 школами та 20 благодійними установами. Переважна більшість із них — римського обряду.

## Структура
Албанська греко-католицька церква має статус апостольської адміністратури, офіційна назва якої Апостольська адміністратура Південної Албанії, і входить до складу церковної провінції Тирана-Дуррес. За даними Annuario Pontificio за 2012 рік налічує 3749 прихожан в 8 парафіях та 13 священиків.

## Апостольські адміністратори
- Хіл Хабаші (1996—2017)
- Джованні Пераджіне (з 15 червня 2017)